# Elias Dolah
Yusef Elias Dolah (in thailandese ยูเซฟ เอเลียส ดอเลาะ; Lund, 24 aprile 1993) è un calciatore thailandese con cittadinanza svedese, difensore del Buriram Utd e della nazionale thailandese.

## Biografia
È nato in Svezia da madre svedese e padre thailandese-malaysiano della provincia di Narathiwat. I nonni di Dolah provengono dallo stato malaysiano del Kelantan, rendendolo così idoneo a rappresentare la Svezia, la Thailandia o la Malaysia a livello internazionale.

## Carriera

### Club
Ha giocato nella prima divisione thailandese.

### Nazionale
Nel 2019 ha esordito in nazionale.
Nel 2023 ha partecipato alla Coppa d'Asia.

## Statistiche

### Presenze e reti nei club
Statistiche aggiornate all'11 settembre 2021.
| Stagione        | Squadra         | Campionato      | Campionato | Campionato | Coppe nazionali | Coppe nazionali | Coppe nazionali | Coppe continentali | Coppe continentali | Coppe continentali | Altre coppe | Altre coppe | Altre coppe | Totale | Totale |
| Stagione        | Squadra         | Comp            | Pres       | Reti       | Comp            | Pres            | Reti            | Comp               | Pres               | Reti               | Comp        | Pres        | Reti        | Pres   | Reti   |
| --------------- | --------------- | --------------- | ---------- | ---------- | --------------- | --------------- | --------------- | ------------------ | ------------------ | ------------------ | ----------- | ----------- | ----------- | ------ | ------ |
| 2013            | Lunds BK        | D1              | 19         | 2          | CS              | 1               | 0               | -                  | -                  | -                  | -           | -           | -           | 20     | 2      |
| 2014            | Lunds BK        | D1              | 2          | 0          |                 | -               | -               |                    | -                  | -                  |             | -           | -           | 2      | 0      |
| Totale Lunds BK | Totale Lunds BK | Totale Lunds BK | 21         | 2          |                 | 1               | 0               |                    | -                  | -                  |             | -           | -           | 22     | 2      |
| 2014            | FC Rosengård    | D2              | 0          | 0          |                 | -               | -               |                    | -                  | -                  |             | -           | -           | 0      | 0      |
| 2017            | Port            | T1              | 29         | 0          |                 | -               | -               |                    | -                  | -                  |             | -           | -           | 29     | 0      |
| 2018            | Port            | T1              | 23         | 1          |                 | -               | -               |                    | -                  | -                  |             | -           | -           | 23     | 1      |
| 2019            | Port            | T1              | 28         | 2          |                 | -               | -               |                    | -                  | -                  |             | -           | -           | 28     | 2      |
| 2020-2021       | Port            | T1              | 22         | 0          |                 | -               | -               | ACL                | 1                  | 0                  |             | -           | -           | 23     | 0      |
| 2021-2022       | Port            | T1              | 1          | 0          |                 | -               | -               | ACL                | 5                  | 1                  |             | -           | -           | 6      | 1      |
| Totale Port     | Totale Port     | Totale Port     | 103        | 3          |                 | -               | -               |                    | 6                  | 1                  |             | -           | -           | 109    | 4      |
| Totale carriera | Totale carriera | Totale carriera | 124        | 5          |                 | 1               | 0               |                    | 6                  | 1                  |             | -           | -           | 131    | 6      |

### Cronologia presenze e reti in nazionale
| Cronologia completa delle presenze e delle reti in nazionale ― Thailandia | Cronologia completa delle presenze e delle reti in nazionale ― Thailandia | Cronologia completa delle presenze e delle reti in nazionale ― Thailandia | Cronologia completa delle presenze e delle reti in nazionale ― Thailandia | Cronologia completa delle presenze e delle reti in nazionale ― Thailandia | Cronologia completa delle presenze e delle reti in nazionale ― Thailandia | Cronologia completa delle presenze e delle reti in nazionale ― Thailandia | Cronologia completa delle presenze e delle reti in nazionale ― Thailandia |
| Data                                                                      | Città                                                                     | In casa                                                                   | Risultato                                                                 | Ospiti                                                                    | Competizione                                                              | Reti                                                                      | Note                                                                      |
| ------------------------------------------------------------------------- | ------------------------------------------------------------------------- | ------------------------------------------------------------------------- | ------------------------------------------------------------------------- | ------------------------------------------------------------------------- | ------------------------------------------------------------------------- | ------------------------------------------------------------------------- | ------------------------------------------------------------------------- |
| 10-10-2019                                                                | Thanyaburi                                                                | Thailandia                                                                | 1 – 1                                                                     | Rep. del Congo                                                            | Amichevole                                                                | -                                                                         | 87’                                                                       |
| 14-11-2019                                                                | Kuala Lumpur                                                              | Malaysia                                                                  | 2 – 1                                                                     | Thailandia                                                                | Qual. Mondiali 2022                                                       | -                                                                         |                                                                           |
| 17-10-2023                                                                | Tallinn                                                                   | Estonia                                                                   | 1 – 1                                                                     | Thailandia                                                                | Amichevole                                                                | -                                                                         |                                                                           |
| Totale                                                                    |                                                                           | Presenze                                                                  | 3                                                                         |                                                                           | Reti                                                                      | 0                                                                         |                                                                           |

## Palmarès

### Club

#### Competizioni nazionali
- Thai FA Cup: 1

Port: 2019

### Nazionale
- King's Cup: 1

2024